# كينغو
كينغو وعرف أيضاً باسم قينغو هو إله ووحش في الميثولوجيا البابلية، ذكر في ملحمة إينوما إيليش للخليقة البابلية، حيث قامت تيامات بخلقه مع وحوش آخرين وثم الزواج به بعد موت زوجها أبزو واهدائه لوح الأقدار. غضب الآلهة الأخرين لما فعلته تيامات لكنهم لم يتجرئوا على مواجهتها الا اله واحد وهو مردوخ وألذي قام بمواجهتها وقتلها. وبعد قتل تيامات قام بالإمساك بكينغو وبالوحوش الآخرين، وثم قام مردوخ بقتله وصنع من دمائه الطين ألذي خلق به الإنسان. بعد موته انتقل للعيش في العالم السفلي بجانب نرغال وارشكيجال وبقية الآلهة هناك.